# Meurtre de Yara Gambirasio
Yara Gambirasio est une écolière italienne de 13 ans disparue en Lombardie en 2010 dont le corps est retrouvé en février 2011. Massimo Bossetti est reconnu coupable à la suite d'une comparaison de son profil ADN avec celui retrouvé sur les vêtements de la victime. Il est condamné à la réclusion à perpétuité par la Corte d'Assise de Bergame en juillet 2016, verdict confirmé en appel  en octobre 2018 par la Cour de cassation.

## Histoire
Le 26 novembre 2010,  Yara Gambirasio, une écolière italienne de 13 ans, disparait après un entraînement de gymnastique à Brembate di Sopra, en Lombardie, en Italie. Son corps est retrouvé en février 2011, à Chignolo d'Isola, à 10 km de Brembate. Le corps, décomposé, présente de multiples coupures superficielles et une blessure à la tête; cependant, aucune n'étant mortelle, elle serait morte d'une combinaison de ces blessures, d'hypothermie et du manque de nourriture et d'eau. Aucun signe clair d’agression sexuelle, mais des traces d’ADN sont trouvées sur ses leggings et ses sous-vêtements.
En août 2011, le rapport final d'autopsie n'est pas encore publié et la cause du décès reste indéterminée. Les funérailles de Yara ont  lieu le 28 mai 2011, présidées par l'évêque de Bergame, Francesco Beschi. Dans un premier temps, un jeune Marocain, Mohamed Fikri, est arrêté à tort et relâché.
Les scientifiques judiciaires ont analysé 22 000 profils ADN à partir d'une trace trouvée sur les sous-vêtements et les leggings de Yara, cela a conduit à l'arrestation de Massimo Bossetti, un ouvrier du bâtiment local, en juin 2014.
Son ADN correspond à celui de « Ignoto 1 », le surnom donné au suspect. Bossetti a plaidé non coupable de l'enlèvement et du meurtre, affirmant que son ADN était soit contaminé, soit fabriqué, mais la police  maintient que l'échantillon est d'excellente qualité. Bossetti est condamné à la réclusion à perpétuité par la Cour d'assises de Bergame en juillet 2016, verdict confirmé en appel, en octobre 2018, par la Cour de cassation. En novembre 2019, les avocats de Bossetti demandent un réexamen des preuves ADN, refusé en mars 2021 en raison de l'insuffisance d'ADN restant.
La recherche du coupable est l'une des plus ardues de l'histoire criminelle italienne. En décembre 2022, une enquête est ouverte envers Letizia Ruggeri, l'enquêtrice en chef, à la suite d'accusations de détournement de procédure et de fraude. 
En 2024, Netflix a publié une série documentaire sur l’affaire.